# Medaille zum 25. Jahrestag des befreiten Vaterlandes
Die Medaille zum 25. Jahrestag der Befreiung des Vaterlandes (rumänisch A XXV-a aniversare a eliberării patriei) war eine staatliche Auszeichnung der Sozialistischen Republik Rumänien. Die Stiftung erfolgte am 23. Juli 1969 per Dekret 546 des Staatsrates (Consiliul de stat). Die Veröffentlichung der Statuten wurde im rumänischen Staatsanzeiger (Buletinul oficial) Nr. 83 und 64 bekannt gemacht. Die Medaille wurde als sichtbares Jubiläumsabzeichen für 25 Jahre der „sozialen und nationalen antifaschistischen Befreiungsrevolution“, also der kommunistischen Machtergreifung, in einer Klasse gestiftet. Die Verleihung erfolgte an Personen, die einen besonderen Beitrag beim „Aufbau des Sozialismus“ in Rumänien geleistet hatten. Ferner konnte die Medaille nach den Statuten auch an Personen verliehen werden, die sich 1944 verdienstvoll im Kampf gegen den Nationalsozialismus und Faschismus betätigt hatten. Abschließend konnte die Medaille auch an diejenigen verliehen werden, die sich bei der Einführung und Stärkung der „volksdemokratischen Kraft“ in Rumänien verdient gemacht hatten.

## Aussehen und Trageweise
Die einklassige silberpatinierte Medaille hat die Form eines zwölfstrahligen Sterns. Das Mittelmedaillon, welches von einem Ring vom Stern abgegrenzt ist, zeigt innerhalb zweier Eichenlaubzweige die Inschrift: REPUBLICA SOCIALISTIA ROMANIA A XXV / ANIVERSARE / A ELIBERARII / PATRIEI. Das Revers zeigt dagegen im Mittelmedaillon und innerhalb zweier Lorbeerzweige das Datum: 23 / AUGUST / 1944 / 1969.
Getragen wurde die Medaille an der linken Brustseite des Beliehenen an einem 31 mm breiten weißen Ordensband. In das Band ist mittig ein rot geleierter Mittelstreifen eingewebt. Der Saum besteht beidseitig aus den Nationalfarben Rumäniens rot-gelb-blau.